# Karusell
Chansons représentant la Norvège au Concours Eurovision de la chanson
Spiral
(1964) Intet er nytt under solen
(1966)
Karusell (« Carrousel ») est une chanson interprétée par la chanteuse norvégienne Kirsti Sparboe, sortie en 45 tours en 1965.
C'est la chanson représentant la Norvège au Concours Eurovision de la chanson 1965.

## À l'Eurovision

### Sélection
Le 13 février 1965, ayant remporté le Melodi Grand Prix 1965, la chanson Karusell interprétée par Kirsti Sparboe, est sélectionnée pour représenter la Norvège au Concours Eurovision de la chanson 1965 le 20 mars à Naples, en Italie. 

### À Naples
La chanson est intégralement interprétée en norvégien, langue officielle de la Norvège, comme le veut la coutume avant 1966. L'orchestre est dirigé par Øivind Bergh (en).
Karusell est la septième chanson interprétée lors de la soirée du concours, suivant Sag ihr, ich lass sie grüßen d'Udo Jürgens pour l'Autriche et précédant Als het weer lente is de Lize Marke pour la Belgique.
À l'issue du vote, elle obtient 1 point, se classant 13e — à égalité avec Sol de inverno de Simone de Oliveira pour le Portugal — sur 18 chansons,.

## Liste des titres
| A1. | Karusell        | Jolly Kramer-Johansen         |  |
| B1. | Med lokk og lur | Juul Hansen, Toralf Tollefsen |  |

## Classements

### Classements hebdomadaires
| Classement (1965)  | Meilleure position |
| ------------------ | ------------------ |
| Norvège (VG-lista) | 7                  |

## Historique de sortie
| Pays    | Date | Format   | Label  |
| ------- | ---- | -------- | ------ |
| Norvège | 1965 | 45 tours | Triola |